# Renia acclamalis
Renia acclamalis (лат.) — вид бабочек из подсемейства совок-пядениц (Herminiinae), обитающих в Венесуэле. Описан Френсисом Уокером в 1858 году и первоначально помещён в подсемейство Hypeninae.
С момента описания вид выделялся в монотипический род Gisira Walker, 1858 (или 1859), который Пул (Poole R. W.) в 1989 году синонимизировал с родом Renia.
Renia acclamalis описан по самцам. Бабочки грязно-белые, длиной тела 14 мм. Брюшко пепельного цвета. Размах крыльев 38 мм. Передние крылья с диффузными волнистыми пепельными полосами. Задние крылья тёмно-пепельные, с бледной диффузной и неполной полосой.